# Агро-Пустынь
Агро-Пустынь — село Рязанского района Рязанской области. Входит в состав Заборьевского сельского поселения.
До 1917 село называлось Аграфенина Пустынь.

## История
История его уходит в глубину веков. Близ его были обнаружены археологические памятники: неолитическая стоянка и 3 селища XIV-XVII вв. П.П.Семенов-Тян-Шанский писал, что местных жителей считают потомками мещеряков.
Расположено село в 25 км от Рязани у озера Студеное (по Рязанской энциклопедии) и на левом берегу Оки у озера Куцкого (по историко-статистическому описанию церквей и монастырей Рязанской епархии).
Аграфенина Пустынь название получила по женской Аграфениной Покровской обители – пустыни, основанной великой княгиней Аграфеной (Агриппиной, скончавшейся около 1521 года) Васильевной. Она была женой великого князя Ивана Васильевича Рязанского (1483-1500 гг.). Монастырь занимал пространство длиною в 105 и шириной 85 саженей, и был обнесен каменной оградой с башнями.
Пустынь впервые упоминается в отводной грамоте от 01.12.1506 года, данной игуменье монастыря Аграфене на владение селом Белыничи с землями по реке Осетру близ Зарайска.
Известны и другие жалованные грамоты, данные обители Иоанном Грозным (1550 г.), царем Михаилом Феодоровичем Романовым (1614, 1623 гг.). В XVI-XVII веках жители неоднократно жертвовали в обитель вотчины вклады на молитвенные поминовения.
Вторая половина XVII века – время духовного и материального роста обители. В ней упоминаются пять престолов: в честь Покрова Пресвятой Богородицы, Иоанна Предтечи, Иоанна Богослова, святого Николая и Сергия Чудотворца. Тем не менее, к началу XVIII века сохранились сведения о наличии в пустыни только трех каменных храмов: соборного в честь Покрова Пресвятой Богородицы (размером 13 на 8 саженей), в честь Усекновения главы Иоанна Предтечи на Святых вратах (7 на 6 саженей); двухэтажного Никольского с колокольней (12 на 6 саженей). Кроме храмов, в монастыре находилось 4 настоятельских и 52 монашеских кельи, хлебня, поварня, квасоварня, каменный погреб и въезжий двор. Причт состоял из дьякона, двух попов и двух церковников.
Соборный и Предтеченский храмы были освящены Стефаном Яворским.
Близ алтаря Покровского собора, в особой палате, была погребена первая игуменья Агриппина (около 1540 года) и ее преемницы. В конце XVII века в Аграфенину Покровскую обитель были переведены насельницы упраздненного Зачатьевского девичьего монастыря, который находился в 2 верстах к северо-востоку.
Зачатьевский монастырь был основан великой княгиней Рязанской Евфросинией – супругой великого князя Олега Ивановича Рязанского, которая там приняла постриг и скончалась (на месте монастыря ныне находится Казанская церковь пос. Солотча близ Рязани).
В конце XVIII века обитель, лишенная своих земельных владений и отнесенная по штату ко 2-му классу, пришла в упадок. Храмы требовали ремонта, а Никольский от подмывания берега полой водой обвалился вместе с оградой.
По величайшему повелению в 1819 году «за неудобностью места» Аграфенина Покровская обитель была упразднена, а насельницы переведены в г. Михайлов на место, называвшееся Черная гора, где был заложен Покровский монастырь (по другим данным, насельницы были переведены в Михайлов в 1838 году).
В 1761 году в селе Аграфенина Пустынь была построена 1-я Сергиевская церковь (И.Добролюбов «Историко-статистическое описание церквей и монастырей Рязанской епархии»). В 1839 году она была возобновлена и распространена. По штатам 1764 года монастырь был причислен ко второму классу.
К 1890 году монастырь "представлял собой развалины". 1 февраля 1892 года «Рязанские епархиальные ведомости» дали заметку «Слово по освящению новосозданного храма». В ней было сказано, что Слово «произнесено по освящении новопостроенного в Аграфениной Пустыни храма во имя Покрова Пресвятой Богородицы 30 сентября 1891 года. Этот храм построен на доброхотные пожертвования попечениями местного священника о. Афанасия Арбекова».

### Известные поименно игуменьи Аграфениной пустыни
- Агриппина (упомянута в 1523-40)
- Александра (1548-51)
- Петронила (1565-85)
- Ираида (январь 1599)
- Фотиния (1613-23)
- Марфа (1630)
- Агафия (1536-44)
- Александра (апрель 1645)
- Киликия (1649-53)
- Дамникия Кондырева (1656, март 1677)
- Анастасия (1683-96)
- Марфа (1699)
- Марина (1724)
- Маргарита (1739-44)
- Ефросиния (1756)
- Таисия (1763-80)
- Павла (1791-1802)
- Евпраксия
- Евсевия (18 июня 1819 года переведена в Михайлов монастырь)

### Известные поименно священнослужители Аграфениной пустыни
- Стефан (упомянут в 1598)
- Алексей
- Федор Тимофеев (1676-88)
- Никита Алексеев
- Георгий Тимофеев
- Иоанн Алексеев
- Симеон Иоаннов
- Лаврентий Космин
- Василий Фомин
- Алексей Васильев
- Митрофан Алексеев

## Население
| 1859 | 1897  | 1906  | 2010 |
| ---- | ----- | ----- | ---- |
| 2029 | ↗3429 | ↗4047 | ↘565 |